# پولپی (ناحیه کولین)
پولپی (به چکی: Polepy) یک منطقهٔ مسکونی در جمهوری چک است که در ناحیه کولین واقع شده‌است. پولپی ۲٫۴۲ کیلومتر مربع مساحت و ۵۹۵ نفر جمعیت دارد و ۲۱۲ متر بالاتر از سطح دریا واقع شده‌است.